# Eran Rolnik

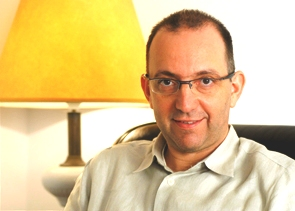
Eran Rolnik (2009)

Eran J. Rolnik (* 1965 in Tel Aviv) ist ein israelischer Psychiater, Psychoanalytiker und Historiker.

## Leben
Rolnik studierte Biologie, Medizin und Geschichte an den Universitäten Gießen und Tel Aviv. Ab 1996 machte er eine Ausbildung in Psychiatrie.
Er lehrt an der Universität Tel Aviv und in Jerusalem am Max Eitingon Institute for Psychoanalysis. In Tel Aviv führt er eine eigene Praxis.
Rolnik ist bekannt als Herausgeber mehrerer Bücher von Sigmund Freud oder über ihn in hebräischer Sprache.  2013 erschien der Band Freud auf Hebräisch. Geschichte der Psychoanalyse im jüdischen Palästina in deutscher Sprache.

## Schriften
- עושי הנפשות : עם פרויד לארץ ישראל 1948–1918 (ʻOśe ha-nefashot : ʻim Froid le-Erets Yiśraʼel 1918–1948). Am Oved, Tel Aviv 2007, ISBN 965-13-1851-1.
- Freud in Zion. Psychoanalysis and the Making of Modern Jewish Identity. Translated by Haim Watzman. Karnac Books, London 2012, ISBN 978-1-78049-053-3.
- Freud auf Hebräisch. Geschichte der Psychoanalyse im jüdischen Palästina. Übersetzt aus dem Hebräischen durch David Ajchenrand. Vandenhoeck & Ruprecht, Göttingen 2013, ISBN 978-3-525-36992-0.[2]
- Redekur – Psychoanalyse verstehen. Übersetzt aus dem Hebräischen durch David Ajchenrand. Brandes & Apsel, Frankfurt am Main 2023, ISBN 	978-3-95558-344-6.